# 1714
Il 1714 (MDCCXIV in numeri romani) è un anno  del XVIII secolo.

## Eventi
- 6 marzo – Pace di Rastatt: Secondo trattato di pace firmato nell'ambito della Guerra di Successione Spagnola.
- 1º agosto – Giorgio I di Gran Bretagna, elettore di Hannover, viene proclamato re di Gran Bretagna e d'Irlanda, mettendo fine al casato degli Stuart.
- 7 agosto – Battaglia di Gangut: Battaglia navale, fu un episodio della grande guerra del Nord.
- 7 settembre – Trattato di Baden: Atto conclusivo della Guerra di Successione Spagnola.
- 11 settembre – Dopo 14 mesi di assedio, Barcellona cade nelle mani delle truppe borboniche nel contesto della guerra di successione spagnola.
- Invenzione del termometro a mercurio in Germania
- Viene scoperto l'Ammasso Globulare di Ercole (M13) da Edmond Halley.
- Escalation degli atti di pirateria nelle Indie Occidentali. Viene fondata la Repubblica Pirata di Nassau. Le razzie vengono attuate ai danni degli inglesi, degli spagnoli e dei francesi.

## Nati

### Gennaio
- 1º gennaio - Kristijonas Donelaitis, scrittore lituano († 1780)
- 1º gennaio - Giovanni Battista Mancini, cantante castrato italiano († 1800)
- 6 gennaio - Percivall Pott, chirurgo britannico († 1788)
- 9 gennaio - Elisabeth Stierncrona, contessa e scrittrice svedese († 1769)
- 14 gennaio - Philippe Caffieri, scultore francese († 1774)
- 16 gennaio - François de Beauharnais, nobile e ufficiale francese († 1800)
- 21 gennaio - Anna Morandi Manzolini, anatomista e scultrice italiana († 1774)
- 24 gennaio - Joseph-Henri Bouchard d'Esparbez de Lussan, generale e diplomatico francese († 1788)
- 24 gennaio - Angiolo Tavanti, giurista e politico italiano († 1782)
- 26 gennaio - Jean-Baptiste Pigalle, scultore francese († 1785)

### Febbraio
- 2 febbraio - Giovanni Battista Audiffredi, monaco cristiano, bibliotecario e astronomo italiano († 1794)
- 2 febbraio - Gottfried August Homilius, compositore e direttore di coro tedesco († 1785)
- 3 febbraio - Pier Alessandro Guasco, generale italiano († 1780)
- 5 febbraio - Johann Gottlieb Gleditsch, botanico tedesco († 1786)
- 11 febbraio - Karl Wilhelm Finck von Finckenstein, diplomatico e politico prussiano († 1800)
- 25 febbraio - René Nicolas de Maupeou, magistrato e politico francese († 1792)
- 25 febbraio - Hyde Parker, ammiraglio britannico († 1782)
- 26 febbraio - Biagio Bellotti, pittore, architetto e organista italiano († 1789)
- 26 febbraio - James Hervey, presbitero, teologo e letterato inglese († 1758)
- 28 febbraio - Gioacchino Conti, cantante italiano († 1761)

### Marzo
- 1º marzo - Aleksandr Aleksandrovič Menšikov, nobile e ufficiale russo († 1764)
- 2 marzo - John Hamilton, marinaio britannico († 1755)
- 6 marzo - Jean-Baptiste-Marie Pierre, pittore francese († 1789)
- 7 marzo - Carlo Tommaso di Löwenstein-Wertheim-Rochefort, nobile tedesco († 1789)
- 8 marzo - Carl Philipp Emanuel Bach, compositore, organista e clavicembalista tedesco († 1788)
- 24 marzo - Emanuele Duni, giurista e filosofo italiano († 1781)
- 24 marzo - Carlo Giovanni Testori, compositore e violinista italiano († 1782)
- 25 marzo - Friedrich Christian Glume, scultore tedesco († 1752)
- 27 marzo - Francesco Antonio Zaccaria, presbitero, storico e scrittore italiano († 1795)
- 31 marzo - Domenico Morelli, vescovo cattolico e letterato italiano († 1804)

### Aprile
- 8 aprile - Zeynep Sultan, principessa ottomana († 1774)
- 16 aprile - Domenico Balestrieri, poeta italiano († 1780)
- 18 aprile - Carlo Antonio Bianchi, pittore italiano
- 18 aprile - Henri Philippe de Chauvelin, abate francese († 1770)
- 22 aprile - Giovanni Battista Negrone, doge († 1771)
- 25 aprile - Emmeric de Vattel, giurista, diplomatico e filosofo svizzero († 1767)

### Maggio
- 5 maggio - Onofrio del Grillo, funzionario italiano († 1787)
- 6 maggio - Anton Raaff, tenore tedesco († 1797)
- 10 maggio - Sophie Charlotte Ackermann, attrice teatrale tedesca († 1792)
- 13 maggio - Vittorio Amedeo Ghilini, nobile e politico italiano († 1766)
- 17 maggio - Anna Carlotta di Lorena, badessa († 1773)
- 20 maggio - Henry Bathurst, II conte Bathurst, avvocato e politico inglese († 1794)
- 20 maggio - Alessandro Papacino D'Antoni, militare italiano († 1786)
- 26 maggio - Giovanni Antonio Galliari, pittore e scenografo italiano († 1783)

### Giugno
- 6 giugno - Giuseppe I del Portogallo, re portoghese († 1777)
- 9 giugno - Giovanni Antonio Battarra, naturalista e micologo italiano († 1789)
- 9 giugno - Giacomo Carrara, storico dell'arte, collezionista d'arte e nobile italiano († 1796)
- 11 giugno - Charles-Antoine Leclerc de La Bruère, drammaturgo e storico francese († 1754)
- 17 giugno - César-François Cassini, astronomo francese († 1784)
- 22 giugno - Giovanni Francesco Pagnini, economista e storico italiano († 1789)
- 23 giugno - Joachim Georg Darjes, filosofo, giurista e economista tedesco († 1791)
- 25 giugno - Nicolaus de Béguelin, fisico, scrittore e matematico svizzero († 1789)

### Luglio
- 2 luglio - Christoph Willibald Gluck, compositore tedesco († 1787)
- 12 luglio - Michail Illarionovič Voroncov, politico russo († 1767)
- 16 luglio - Giorgio Giulini, nobile, storico e storiografo italiano († 1780)
- 16 luglio - Marc René de Montalembert, generale, architetto e scrittore francese († 1800)
- 17 luglio - Alexander Gottlieb Baumgarten, filosofo tedesco († 1762)
- 21 luglio - Natal'ja Alekseevna Romanova, principessa russa († 1728)

### Agosto
- 1º agosto - Richard Wilson, pittore gallese († 1782)
- 5 agosto - Marino Francesco I Caracciolo, VII principe di Avellino, principe italiano († 1781)
- 6 agosto - Baldassarre Oltrocchi, presbitero, bibliotecario e bibliografo italiano († 1797)
- 14 agosto - Gaetano Cottone, nobile e politico italiano († 1803)
- 14 agosto - Claude Joseph Vernet, pittore e incisore francese († 1789)
- 15 agosto - Philip Stanhope, II conte di Stanhope, nobile inglese († 1786)
- 18 agosto - Carolina d'Assia-Rheinfels-Rotenburg, principessa († 1741)
- 21 agosto - Antonio Giuseppe Sartori, architetto italiano († 1792)
- 27 agosto - Gothards Frīdrihs Stenders, scrittore lettone († 1796)
- 28 agosto - Antonio Ulrico di Brunswick-Lüneburg, nobile († 1774)
- 28 agosto - Jean-Baptiste Descamps, scrittore e pittore francese († 1791)
- 29 agosto - Federica Luisa di Prussia († 1784)

### Settembre
- 6 settembre - Robert Whytt, medico scozzese († 1776)
- 10 settembre - Gottlieb Friedrich Bach, pittore e organista tedesco († 1785)
- 10 settembre - Mario Compagnoni Marefoschi, cardinale e letterato italiano († 1780)
- 10 settembre - Niccolò Jommelli, compositore italiano († 1774)
- 17 settembre - Gottlieb Wilhelm Rabener, scrittore e poeta tedesco († 1771)
- 23 settembre - Eugenio Giovanni Francesco di Savoia-Soissons, nobile († 1734)
- 24 settembre - Alaungpaya, sovrano birmano († 1760)
- 25 settembre - Joseph de Bauffremont, ammiraglio francese († 1781)
- 30 settembre - Étienne Bonnot de Condillac, filosofo, enciclopedista e economista francese († 1780)

### Ottobre
- 16 ottobre - Giovanni Arduino, geologo italiano († 1795)
- 20 ottobre - Cristoforo Migazzi, cardinale e arcivescovo cattolico italiano († 1803)
- 25 ottobre - James Burnett, Lord Monboddo, magistrato, linguista e filosofo scozzese († 1799)
- 26 ottobre - Johann Friedrich Karl von Alvensleben, giurista tedesco († 1795)
- 26 ottobre - Maria Vittoria d'Arenberg, nobile belga († 1793)

### Novembre
- 4 novembre - John Boyle, III conte di Glasgow, nobile scozzese († 1775)
- 8 novembre - Natale Saliceti, medico italiano († 1789)
- 19 novembre - Enrico Albrici, pittore italiano († 1773)
- 23 novembre - Pierre Gédéon de Nolivos, generale e politico francese († 1794)
- 26 novembre - Pierre-François Brice, artista francese († 1794)

### Dicembre
- 13 dicembre - Gregorio Guglielmi, pittore italiano († 1773)
- 16 dicembre - George Whitefield, predicatore inglese († 1770)
- 18 dicembre - Francisco Javier Delgado Venegas, cardinale e patriarca cattolico spagnolo († 1781)
- 18 dicembre - Nicola I Esterházy, principe, musicista e mecenate ungherese († 1790)
- 18 dicembre - Filippina Elisabetta di Borbone-Orléans, nobile francese († 1734)
- 19 dicembre - Hugh Percy, I duca di Northumberland, nobile e politico inglese († 1786)
- 23 dicembre - Ranieri de' Calzabigi, poeta e librettista italiano († 1795)

### Senza giorno specificato
- Solimano II di Persia, sovrano persiano († 1763)
- Leopold August Abel, pittore e violinista tedesco († 1794)
- Susannah Maria Arne, cantante e attrice teatrale inglese († 1766)
- Peregrine Bertie, III duca di Ancaster e Kesteven, nobile e militare britannico († 1778)
- Antonio Besozzi, compositore e oboista italiano († 1781)
- Giovanni Bettoli, architetto italiano († 1781)
- Emanuel Bowen, cartografo, editore e incisore gallese († 1767)
- Pierre-François Cozette, pittore e disegnatore francese († 1801)
- Konstantinos Dapontes, scrittore greco († 1784)
- Steva De Franchi, nobile e poeta italiano († 1785)
- Philipp Conrad Fabricius, medico e botanico tedesco († 1774)
- Federico Ferrario, pittore italiano († 1802)
- Étienne Fessard, incisore francese († 1774)
- Simon Harcourt, I conte Harcourt, diplomatico inglese († 1777)
- Jan Jozef Horemans il Giovane, pittore fiammingo († 1792)
- Thomas Howard, II conte di Effingham, nobile e militare britannico († 1763)
- Giuseppe Montucci, ingegnere e cartografo italiano († 1767)
- Giuseppe Romei, pittore italiano († 1785)
- Camillo Rospigliosi, III principe Rospigliosi, nobile italiano († 1763)
- Giovanni Sarnelli, pittore italiano († 1793)
- William Shenstone, poeta britannico († 1763)
- Johann Joachim Spalding, teologo tedesco († 1804)
- Benedetto Stay, presbitero, latinista e poeta italiano († 1801)
- Robert Taylor, architetto inglese († 1788)
- Claude Yvon, abate, teologo e enciclopedista francese († 1789)
- Fernando de Silva y Alvarez de Toledo, XII duca d'Alba, generale e diplomatico spagnolo († 1776)
- Angélique du Coudray, divulgatrice scientifica e scrittrice francese († 1789)

## Morti

### Gennaio
- 4 gennaio - Atto Melani, diplomatico, scrittore e cantante castrato italiano (n. 1626)
- 5 gennaio - Mamia III Gurieli, re
- 13 gennaio - Henry Cadogan, avvocato inglese (n. 1642)
- 17 gennaio - Gabriel Álvarez de Toledo, scrittore spagnolo (n. 1662)
- 19 gennaio - Pietro Antonio Bernardoni, librettista e drammaturgo italiano (n. 1672)
- 25 gennaio - John Drummond, I conte di Melfort, nobile scozzese (n. 1649)
- 28 gennaio - Philip Stanhope, II conte di Chesterfield, nobile inglese (n. 1634)
- 31 gennaio - Bianca Teresa Massei Bonvisi, filantropa italiana (n. 1657)

### Febbraio
- 5 febbraio - Carlo Fontana, architetto, scultore e ingegnere svizzero (n. 1638)
- 10 febbraio - Olivier van Deuren, pittore olandese (n. 1666)
- 14 febbraio - Maria Luisa di Savoia, principessa (n. 1688)
- 21 febbraio - Innocenzo Milliavacca, vescovo cattolico italiano (n. 1635)
- 21 febbraio - Francesco Paglia, pittore e critico d'arte italiano (n. 1635)
- 21 febbraio - Eugenio Alessandro di Thurn und Taxis, conte (n. 1652)
- 23 febbraio - Filippo Maria Galletti, pittore italiano (n. 1636)
- 24 febbraio - Edmund Andros, politico inglese (n. 1637)

### Marzo
- 11 marzo - Johanna Vergouwen, pittrice fiamminga (n. 1630)
- 23 marzo - Giovanni Antonio Mazzuoli, scultore italiano (n. 1640)
- 27 marzo - Antonio Ulrico di Brunswick-Wolfenbüttel, nobile, scrittore e poeta tedesco (n. 1633)
- 27 marzo - Carlotta Amalia d'Assia-Kassel, sovrana danese (n. 1650)

### Aprile
- 6 aprile - Gaspare Carpegna, cardinale italiano (n. 1625)
- 17 aprile - Philipp Heinrich Erlebach, compositore tedesco (n. 1657)
- 17 aprile - Haquin Spegel, religioso svedese (n. 1645)
- 23 aprile - Baldassarre Grasso, pittore italiano (n. 1664)
- 28 aprile - Vincenzo Gonzaga, nobile italiano (n. 1634)

### Maggio
- 5 maggio - Carlo di Borbone-Francia, nobile francese (n. 1686)
- 8 maggio - Groppelli, scultore italiano
- 11 maggio - Pierre Legros il Vecchio, scultore francese (n. 1629)
- 16 maggio - Giuseppe Valletta, filosofo, avvocato e letterato italiano (n. 1636)
- 17 maggio - Giovanni Alberto Badoer, cardinale e patriarca cattolico italiano (n. 1649)
- 24 maggio - Henry Somerset, II duca di Beaufort, nobile e politico inglese (n. 1684)
- 30 maggio - Gottfried Arnold, teologo e storico tedesco (n. 1666)

### Giugno
- 3 giugno - Federico Guglielmo di Schleswig-Holstein-Sonderburg-Augustenburg, nobile danese (n. 1668)
- 8 giugno - Sofia del Palatinato, nobile (n. 1630)
- 20 giugno - Maria Anna Mancini, duchessa italiana (n. 1649)
- 22 giugno - Matthew Henry, religioso inglese (n. 1662)
- 28 giugno - Daniel Papebroch, gesuita, storico e diplomatista belga (n. 1628)

### Luglio
- 3 luglio - Paolo Amato, architetto italiano (n. 1634)
- 4 luglio - Antonio Magliabechi, letterato italiano (n. 1633)
- 16 luglio - Christoph Helwig junior, medico tedesco (n. 1679)
- 28 luglio - Thomas Thynne, I visconte Weymouth, politico inglese (n. 1640)
- 31 luglio - John Moore, vescovo anglicano inglese (n. 1646)

### Agosto
- 1º agosto - Anna di Gran Bretagna, sovrana britannica (n. 1665)
- 15 agosto - Constantin Brâncoveanu, principe
- 15 agosto - Anna Mons, tedesca (n. 1672)
- 20 agosto - Cristóbal de Villalpando, pittore messicano (n. 1649)

### Settembre
- 1º settembre - Alessandro Baratta, pittore italiano (n. 1639)
- 3 settembre - Pietro Antonio Fiocco, compositore italiano (n. 1632)
- 6 settembre - Alessandro Marchetti, matematico, astronomo e traduttore italiano (n. 1633)
- 20 settembre - Anna Waser, pittrice svizzera (n. 1678)

### Ottobre
- 4 ottobre - Peter Strudel, pittore e scultore austriaco
- 5 ottobre - Ekken Kaibara, scrittore, filosofo e botanico giapponese (n. 1630)
- 6 ottobre - Matteo Noris, librettista italiano
- 6 ottobre - Adalbert von Schleiffras, abate tedesco (n. 1650)
- 19 ottobre - Francesco Nazzari, presbitero, critico letterario e giornalista italiano (n. 1638)
- 23 ottobre - Philipp von Hörnigk, funzionario e economista tedesco (n. 1640)
- 25 ottobre - Sébastien Leclerc, pittore e incisore francese (n. 1637)

### Novembre
- 2 novembre - Giuseppe Passeri, pittore italiano (n. 1654)
- 4 novembre - Christopher Rich, avvocato e impresario teatrale inglese (n. 1657)
- 5 novembre - Bernardino Ramazzini, medico, scienziato e scrittore italiano (n. 1633)
- 6 novembre - Filippo II Colonna, nobile italiano (n. 1663)
- 16 novembre - Alessandro Benedetto Sobieski, nobile, diplomatico e religioso polacco (n. 1677)
- 27 novembre - Giovanni Battista Sidotti, missionario italiano (n. 1667)
- 30 novembre - Giacomo Angelini, architetto svizzero (n. 1632)
- 30 novembre - Guillaume-Gabriel Nivers, organista e compositore francese

### Dicembre
- 15 dicembre - Giovanni Monevi, pittore italiano (n. 1637)
- 17 dicembre - Crescenzio Onofri, pittore e incisore italiano (n. 1634)
- 17 dicembre - Antonio Francesco Sanvitale, cardinale e arcivescovo cattolico italiano (n. 1660)
- 18 dicembre - César d'Estrées, cardinale e vescovo cattolico francese (n. 1628)
- 22 dicembre - Tommaso Bai, compositore e cantore italiano
- 29 dicembre - Charles Churchill, nobile, politico e generale britannico (n. 1656)

### Senza giorno specificato
- Nozawa Bonchō, poeta giapponese (n. 1640)
- Dominique Busnot, diplomatico e religioso francese (n. 1647)
- Filippo Cagnola, architetto italiano (n. 1661)
- Niccolò Cassana, pittore italiano (n. 1659)
- Charles Davenant, scrittore inglese (n. 1656)
- Bernardino Fera, pittore italiano (n. 1667)
- Robert Ferguson, rivoluzionario e religioso scozzese
- Gerasimo II di Alessandria, arcivescovo ortodosso greco (n. 1633)
- Benigno Ghirardi, monaco cristiano, letterato e teologo italiano
- George London, botanico e architetto del paesaggio inglese
- Teofilo Macchetti, compositore e teorico musicale italiano (n. 1632)
- Carlo Musitano, medico, presbitero e scrittore italiano (n. 1635)
- Giovanni Pietro Perti, scultore e architetto italiano (n. 1648)
- Giovanni Maria Ruggieri, compositore italiano
- Andreas Schlüter, scultore e architetto tedesco (n. 1664)
- Gerardo Antonio Silva, nobile italiano (n. 1646)
- Carlo Filiberto d'Este, nobile (n. 1646)

## Calendario
| Calendario 1714 | Calendario 1714 | Calendario 1714 | Calendario 1714 | Calendario 1714 | Calendario 1714 | Calendario 1714 | Calendario 1714 | Calendario 1714 | Calendario 1714 | Calendario 1714 | Calendario 1714 | Calendario 1714 | Calendario 1714 | Calendario 1714 | Calendario 1714 | Calendario 1714 | Calendario 1714 | Calendario 1714 | Calendario 1714 | Calendario 1714 | Calendario 1714 | Calendario 1714 | Calendario 1714 | Calendario 1714 | Calendario 1714 | Calendario 1714 | Calendario 1714 | Calendario 1714 | Calendario 1714 | Calendario 1714 | Calendario 1714 | Calendario 1714 |
| --------------- | --------------- | --------------- | --------------- | --------------- | --------------- | --------------- | --------------- | --------------- | --------------- | --------------- | --------------- | --------------- | --------------- | --------------- | --------------- | --------------- | --------------- | --------------- | --------------- | --------------- | --------------- | --------------- | --------------- | --------------- | --------------- | --------------- | --------------- | --------------- | --------------- | --------------- | --------------- | --------------- |
|                 | 1               | 2               | 3               | 4               | 5               | 6               | 7               | 8               | 9               | 10              | 11              | 12              | 13              | 14              | 15              | 16              | 17              | 18              | 19              | 20              | 21              | 22              | 23              | 24              | 25              | 26              | 27              | 28              | 29              | 30              | 31              |                 |
| Gennaio         | Lu              | Ma              | Me              | Gi              | Ve              | Sa              | Do              | Lu              | Ma              | Me              | Gi              | Ve              | Sa              | Do              | Lu              | Ma              | Me              | Gi              | Ve              | Sa              | Do              | Lu              | Ma              | Me              | Gi              | Ve              | Sa              | Do              | Lu              | Ma              | Me              |                 |
| Febbraio        | Gi              | Ve              | Sa              | Do              | Lu              | Ma              | Me              | Gi              | Ve              | Sa              | Do              | Lu              | Ma              | Me              | Gi              | Ve              | Sa              | Do              | Lu              | Ma              | Me              | Gi              | Ve              | Sa              | Do              | Lu              | Ma              | Me              |                 |                 |                 |                 |
| Marzo           | Gi              | Ve              | Sa              | Do              | Lu              | Ma              | Me              | Gi              | Ve              | Sa              | Do              | Lu              | Ma              | Me              | Gi              | Ve              | Sa              | Do              | Lu              | Ma              | Me              | Gi              | Ve              | Sa              | Do              | Lu              | Ma              | Me              | Gi              | Ve              | Sa              |                 |
| Aprile          | Do              | Lu              | Ma              | Me              | Gi              | Ve              | Sa              | Do              | Lu              | Ma              | Me              | Gi              | Ve              | Sa              | Do              | Lu              | Ma              | Me              | Gi              | Ve              | Sa              | Do              | Lu              | Ma              | Me              | Gi              | Ve              | Sa              | Do              | Lu              |                 |                 |
| Maggio          | Ma              | Me              | Gi              | Ve              | Sa              | Do              | Lu              | Ma              | Me              | Gi              | Ve              | Sa              | Do              | Lu              | Ma              | Me              | Gi              | Ve              | Sa              | Do              | Lu              | Ma              | Me              | Gi              | Ve              | Sa              | Do              | Lu              | Ma              | Me              | Gi              |                 |
| Giugno          | Ve              | Sa              | Do              | Lu              | Ma              | Me              | Gi              | Ve              | Sa              | Do              | Lu              | Ma              | Me              | Gi              | Ve              | Sa              | Do              | Lu              | Ma              | Me              | Gi              | Ve              | Sa              | Do              | Lu              | Ma              | Me              | Gi              | Ve              | Sa              |                 |                 |
| Luglio          | Do              | Lu              | Ma              | Me              | Gi              | Ve              | Sa              | Do              | Lu              | Ma              | Me              | Gi              | Ve              | Sa              | Do              | Lu              | Ma              | Me              | Gi              | Ve              | Sa              | Do              | Lu              | Ma              | Me              | Gi              | Ve              | Sa              | Do              | Lu              | Ma              |                 |
| Agosto          | Me              | Gi              | Ve              | Sa              | Do              | Lu              | Ma              | Me              | Gi              | Ve              | Sa              | Do              | Lu              | Ma              | Me              | Gi              | Ve              | Sa              | Do              | Lu              | Ma              | Me              | Gi              | Ve              | Sa              | Do              | Lu              | Ma              | Me              | Gi              | Ve              |                 |
| Settembre       | Sa              | Do              | Lu              | Ma              | Me              | Gi              | Ve              | Sa              | Do              | Lu              | Ma              | Me              | Gi              | Ve              | Sa              | Do              | Lu              | Ma              | Me              | Gi              | Ve              | Sa              | Do              | Lu              | Ma              | Me              | Gi              | Ve              | Sa              | Do              |                 |                 |
| Ottobre         | Lu              | Ma              | Me              | Gi              | Ve              | Sa              | Do              | Lu              | Ma              | Me              | Gi              | Ve              | Sa              | Do              | Lu              | Ma              | Me              | Gi              | Ve              | Sa              | Do              | Lu              | Ma              | Me              | Gi              | Ve              | Sa              | Do              | Lu              | Ma              | Me              |                 |
| Novembre        | Gi              | Ve              | Sa              | Do              | Lu              | Ma              | Me              | Gi              | Ve              | Sa              | Do              | Lu              | Ma              | Me              | Gi              | Ve              | Sa              | Do              | Lu              | Ma              | Me              | Gi              | Ve              | Sa              | Do              | Lu              | Ma              | Me              | Gi              | Ve              |                 |                 |
| Dicembre        | Sa              | Do              | Lu              | Ma              | Me              | Gi              | Ve              | Sa              | Do              | Lu              | Ma              | Me              | Gi              | Ve              | Sa              | Do              | Lu              | Ma              | Me              | Gi              | Ve              | Sa              | Do              | Lu              | Ma              | Me              | Gi              | Ve              | Sa              | Do              | Lu              |                 |